# علی‌آباد (آران و بیدگل)
علی‌آباد روستایی در دهستان کویرات بخش کویرات شهرستان آران و بیدگل استان اصفهان ایران است.

## جمعیت
بر پایه سرشماری عمومی نفوس و مسکن در سال ۱۳۹۵ جمعیت این روستا ۶۳۳ نفر (۲۱۱خانوار) بوده‌است.